# Веселов, Юрий Александрович
Ю́рий Алекса́ндрович Весело́в (род. 20 февраля 1982, Красноярск) — российский спортсмен, член олимпийской сборной команды России по санному спорту. Участник трёх зимних Олимпиад (в паре с Михаилом Кузмичом). Мастер спорта международного класса.
На чемпионатах мира дважды (2004 и 2007) занимал 11-е место.